# Jordi Colomina i Castanyer
Jordi Colomina i Castanyer (Alcoi, 1952) és un filòleg valencià, catedràtic de Filologia Catalana de la Universitat d'Alacant i president de la Secció de Lexicografia de l'Acadèmia Valenciana de la Llengua (AVL).
Es va llicenciar en Filologia Romànica (especialitat de Filologia Catalana) en la Universitat de Barcelona el 1976 i es va doctorar en Filologia Hispànica (especialitat de Lingüística Valenciana) en la Universitat d'Alacant el 1983.
La seua investigació abraça diversos camps, com ara la gramàtica històrica, la història de la llengua, la lexicografia i la dialectologia valenciana-catalana-balear, però s'ha especialitzat sobretot en l'estudi del valencià. Ha dirigit l'Atles Lingüístic de la Comunitat Valenciana (Generalitat Valenciana, 1994). És autor de llibres com ara L'alacantí: un estudi sobre la variació lingüística (1985), El valencià de la Marina Baixa (1991), Els valencians i la llengua normativa (1995), Dialectologia Catalana: Introducció i guia bibliogràfica (1999), La llengua de sant Vicent Ferrer (2021) i L'aportació dels escriptors valencians a la llengua normativa (2023). Ha publicat mig centenar d'articles en revistes científiques. Ha col·laborat en obres col·lectives com ara el Diccionari valencià (1995) de l'Institut Interuniversitari de Filologia Valenciana i el Diccionari de la llengua catalana (1995) de l'Institut d'Estudis Catalans. És autor d'un capítol de la Gramàtica del català contemporani (2002) dirigida per Joan Solà.